# Rastoka (Bośnia i Hercegowina)
Rastoka (cyr. Растока) – wieś w Bośni i Hercegowinie, w Republice Serbskiej, w gminie Ribnik. W 2013 roku liczyła 700 mieszkańców.